# Humanistische Jongeren
De Humanistische Jongeren (Hujo) is een vrijzinnige humanistische jeugdorganisatie in Vlaanderen en Brussel. De hoofdzetel is gevestigd te Antwerpen en heeft een tweede kantoor in Gent.
De slogan van Hujo is Eigenzinnig Jong. Dit is een verwijzing naar de vrijzinnigheid en het kritische karakter van de organisatie (eigenzinnig) en jeugdwerk (jong).
Hujo is een jongerenorganisatie voor en door jongeren. Vrijwilligers vormen daarom ook de basis van de organisatie. Samen met een klein team van vaste medewerkers werken zij samen om straffe activiteiten te organiseren en begeleiden voor jongeren. Enkele vrijwilligers van Hujo spelen daarnaast ook een belangrijke rol in de organisatie van Pukkelpop.
Hujo organiseert heel wat verschillende activiteiten voor jongeren en jongvolwassenen van 6 tot 30 jaar oud. Enkele activiteiten zijn:
- animatorvormingen (ook stages)
- (wetenschaps-)kampen tijdens de schoolvakanties
- Lentefeesten en Feesten Vrijzinnige Jeugd (ondersteuning voor lokale comités en leerkrachten NCZ)
- Sesam Open-IT (programmeerlesjes met Lego Mindstorms voor kinderen)
- Blikkenwerpers (een kunstproject voor jonge makers, in samenwerking met Dwaalzin)
- 't Vrije Brein (filosofeeravonden met sprekers in Mechelen en Leuven)

Sinds 2014 organiseert Hujo, in samenwerking met Digimores, de Digimores Debatwedstrijd. Een debatwedstrijd voor Vlaamse en Brusselse jongeren uit de derde graad secundair onderwijs. Vanaf 2020 nam Hujo de organisatie van de debatwedstrijd helemaal tot zich en herwerkte de wedstrijd naar 'De Vlaamse Debatwedstrijd'. Finales van De Vlaamse Debatwedstrijd vonden al plaats in De Senaat (2023) en in het Vlaams Parlement (2024) in Brussel.

## Geschiedenis
De eerste afdeling - toen nog Humanistisch StudentenVerbond (HSV) - werd opgericht te Gent omstreeks 1954 op initiatief van hoogleraar Lucien De Coninck, kort daarop volgden lokale afdelingen in allerlei grote Vlaamse steden.
De organisatie maakt deel uit van koepelorganisatie deMens.nu, het netwerk van humanistische verenigingen. Samen met deMens.nu en Het Geluidshuis ontwikkelde Hujo 'Het Geval Galileo'. Dit is een humoristisch, gelaagd en muzikaal luisterverhaal dat vooral gemaakt werd voor de 12-jarigen die in 2021 hun Feest vrijzinnige Jeugd vierden samen met Hujo.

## Bekende (oud-)leden
- Chokri Mahassine
- Jeff Schell
- Raymonda Verdyck